# Eurybia hemispherica
Eurybia hemispherica е вид растение от семейство Сложноцветни (Asteraceae). Видът е незастрашен от изчезване.

## Разпространение
Видът е разпространен в южно-централната част на САЩ, предимно в долната долина на Мисисипи и югоизточните равнини от Канзас на юг до Тексас и на изток до Кентъки, Тенеси и Флорида.